# Гельмерский фуникулёр

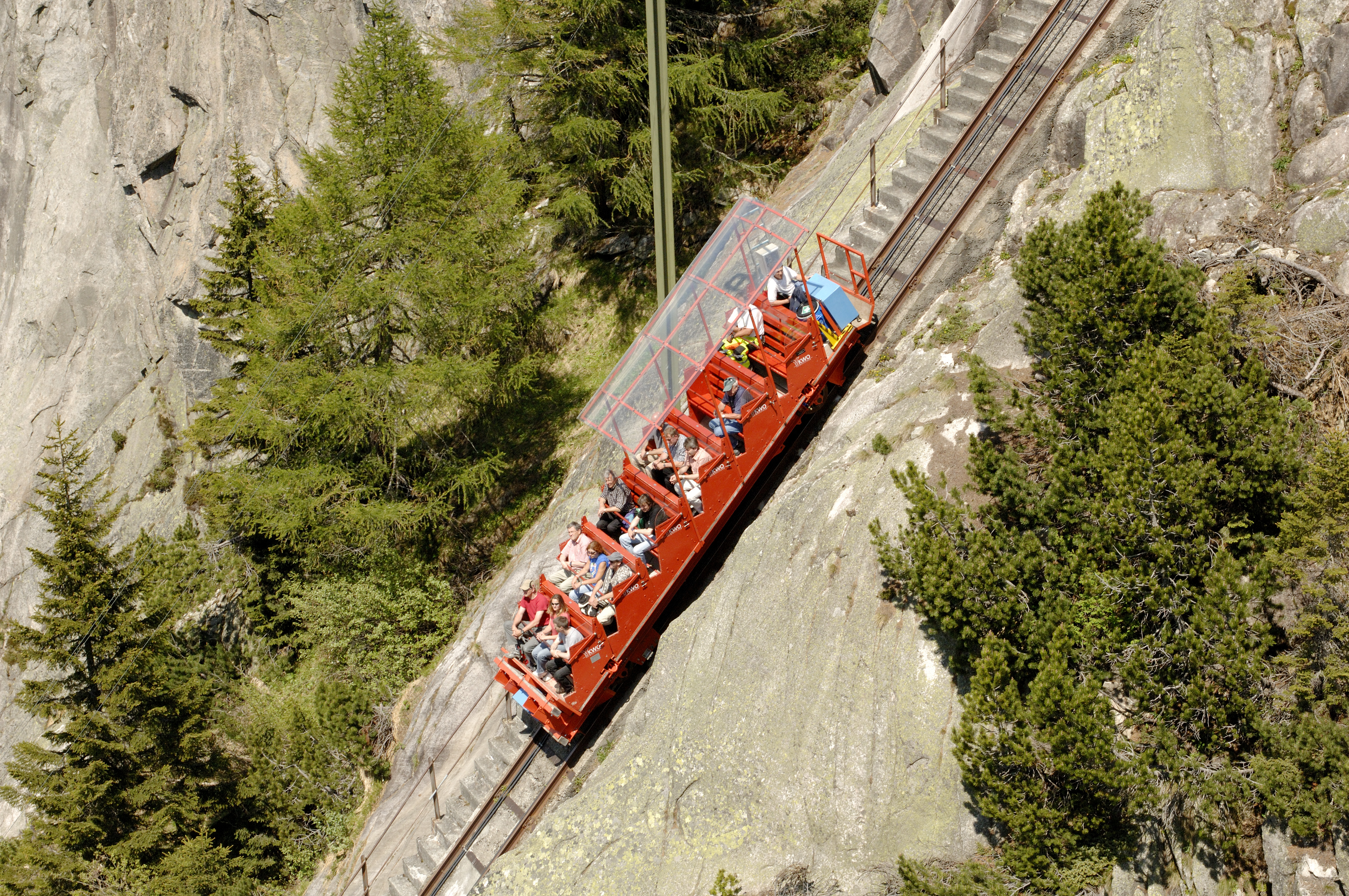
Участок дороги с самым крутым уклоном

Гельмерский фуникулёр (нем. Gelmerbahn) — фуникулёр в долине Хасли в швейцарском кантоне Берн. Соединяет деревню Хандегг (высота 1400 м над уровнем моря) с озером Гельмер (1850 м над уровнем моря). Функционирует в дневное время с начала июня по середину октября.

## Характеристики
| Число вагонов                | 1                        |
| Число остановок              | 3                        |
| Конфигурация                 | Двухрельсовый            |
| Длина                        | 1028 метров (3373 футов) |
| Rise                         | 448 метров (1470 футов)  |
| Максимальный / средний уклон | 106 % (46°41') / 49,4 %  |
| Ширина колеи                 | 1000 мм                  |
| Скорость                     | 2 м/с                    |
| Длительность поездки         | 10 мин                   |
| Вместимость                  | 24 человек               |